# Parasaurolophus
A Parasaurolophus (nevének jelentése 'fejdíszeshez közeli gyík' vagy 'fejdíszesszerű gyík' – a Saurolophusra utalva) az ornithopoda dinoszauruszok egyik neme, amely a késő kréta korban élt a mai Észak-Amerika területén, mintegy 76–73 millió évvel ezelőtt. Két és négy lábon egyaránt járó növényevő volt. Három faja vált ismertté: a P. walkeri (a típusfaj), a P. tubicen és a rövid fejdíszű P. cyrtocristatus. Maradványaira a kanadai Alberta, valamint az amerikai egyesült államokbeli Új-Mexikó és Utah államok területén bukkantak rá. Elsőként William Parks készített róla leírást 1922-ben, egy Albertában talált koponya és egy részleges csontváz alapján.
A Parasaurolophus egy hadrosaurida („kacsacsőrű dinoszaurusz”), egy változatos kréta időszaki család tagja, amely különös fejdíszéről ismert. Ez a dinoszaurusznem nagy és bonyolult koponyakinövéssel rendelkezett, amely a csoport legnagyobb képviselőinél egy hosszú, hajlott csővé alakult. Ez a tarkó felső részéről hátrafelé ível. Talán a legközelebbi rokona a kínai Charonosaurus, melynek koponyája és feltehetően a fejdísze is hasonló volt. A tudósok sokat vitáztak a fejdíszről; a megegyezés szerint a fő funkciói közé tartozik a faj és a nem vizuális felismerése, a hangrezonancia és a hőszabályozás. A ritkább kacsacsőrűek közé tartozik, melyek csupán maroknyi jól megőrződött példány alapján ismertek.

## Anatómia

Az ember és a Parasaurolophus walkeri méretének összehasonlítása

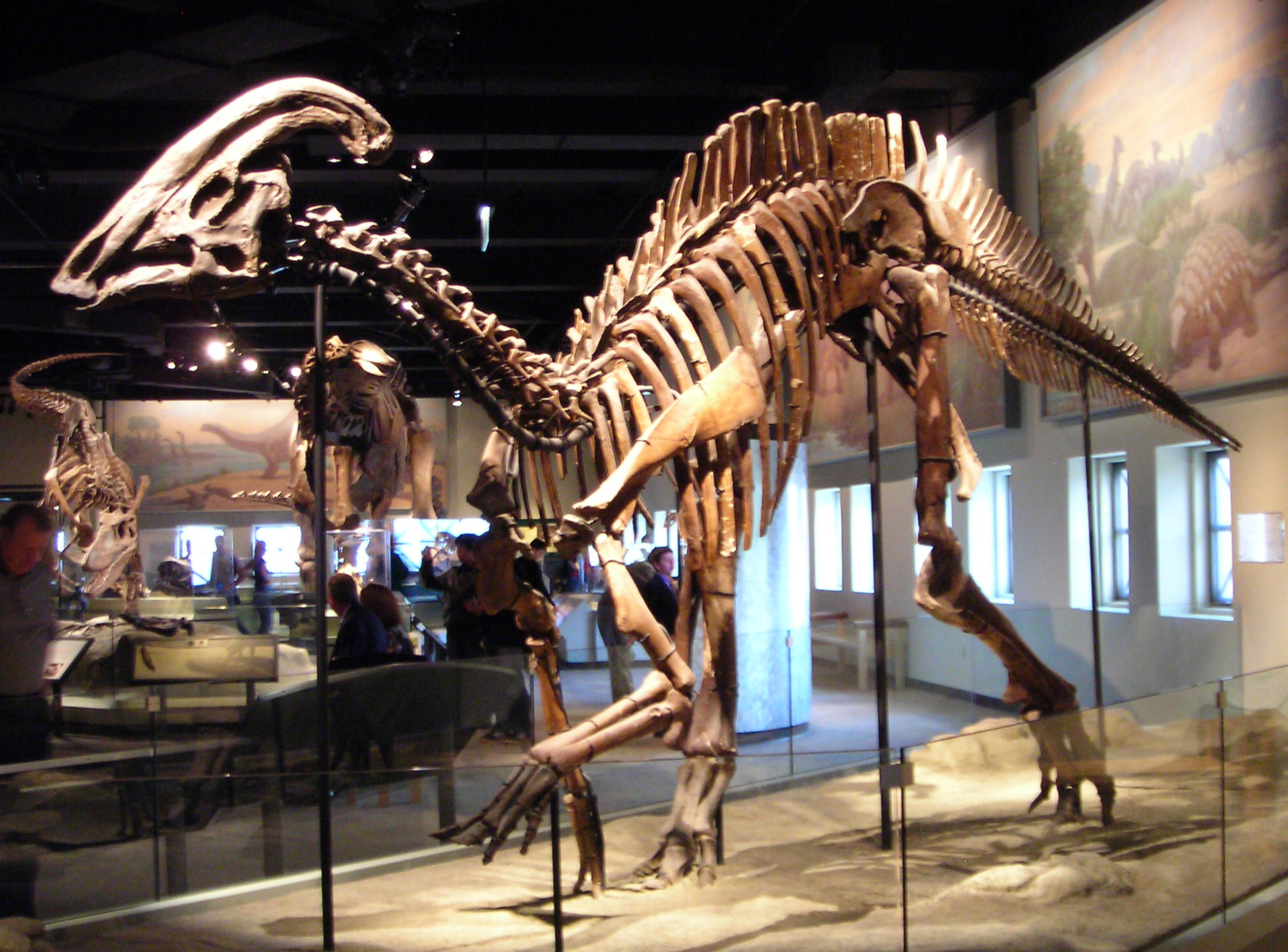
A Parasaurolophus cyrtocristatus csontváza a Field Természetrajzi Múzeumban (Field Museum of Natural History)

A Parasaurolophus csontváza a legtöbb dinoszauruszéhoz hasonlóan csak hiányosan ismert. A típusfaj, a P. walkeri teste körülbelül 9,5 méter, a koponyája pedig nagyjából 1,6 méter hosszú, beleértve a fejdíszt is, A P. tubicen esetében a koponya hossza meghaladta a 2 métert, ami arra utal, hogy a teljes állat nagyobb lehetett. A tömegét körülbelül 2,5 tonnára becsülik. Az egyetlen ismert mellső láb aránylag rövid egy hadrosauridához képest, és egy rövid, széles lapockacsont tartozik hozzá. A combcsont a P. walkeri esetében 103 centiméter hosszú, és más hadrosauridákkal összevetve robusztusnak tűnik. A felkarcsont és a csípő szintén nehéz felépítésű.
Más hadrosauridákhoz hasonlóan egyaránt képes volt négy és két lábon való járásra. A feltételezés szerint négy lábon legelve táplálkozott, és két lábon futott. A csigolyanyúlványai a lambeosaurinákra jellemzően hosszúak; a méretük a háton lefelé növekszik, a csípőnél levők a legmagasabbak. A P. walkeri testtakaróját a fosszilis lenyomatok alapján egységes, csomószerű pikkelyek alkották, de nagyobb struktúrák nem voltak rajta.

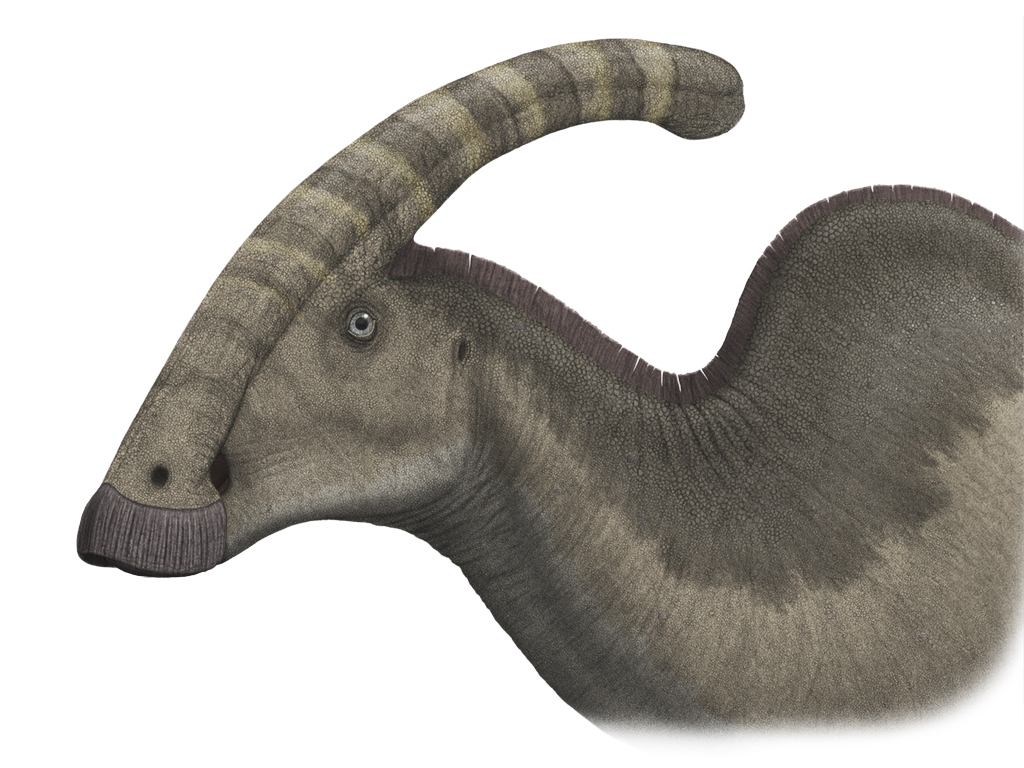
A Parasaurolophus walkeri rekonstrukciója a pikkelyek részleteivel

A legfigyelemreméltóbb jellegzetesség a fejdísz, ami a premaxillától és az orrcsonttól indul ki, és a fej hátsó részéről kinyúlva a nyak felett végződik. A típusfaj, a P. walkeri nyakának azon részén, ahol a fejdísz véget ér, van egy bemélyedés a csigolyanyúlványokon, de elképzelhető, hogy ez csupán egy kóros elváltozás ennél a példánynál. William Parks, a nem névadója azt feltételezte, hogy egy ínszalag futott a fejdísztől a bemélyedés irányába, ami segített a fej megtartásában. Habár ez az elképzelés valószínűtlennek tűnik, a Parasaurolophust néha egy, a nyak és a fejdísz között található bőrlebennyel rekonstruálják. A fejdísz üreges volt, és jól kivehető csövek indultak ki az orrnyílástól, melyek a fejdísz felső részén haladva, és a végén visszafordulva a szemnyílások felett a koponyába vezettek. A csövek a P. walkerinél jóval egyszerűbbek voltak, mint a P. tubicennél, ahol egyes csövek sehová sem vezettek, némelyek pedig találkoztak és szétváltak. Míg a P. walkeri és a P. tubicen hosszú, enyhén hajlított fejdísszel rendelkezett, addig a P. cyrtocristatus fejdísze rövidebb és oldalnézetből körkörösebb volt.

## Osztályozás
Ahogy a neve is jelzi, a Parasaurolophust kezdetben a Saurolophus közeli rokonának vélték, mivel a fejdíszük nagyjából hasonló. Azonban hamarosan átsorolták a lambeosaurinák alcsaládjába, elkülönítve ezzel a hadrosaurina Saurolophustól. Rendszerint a lambeosaurinák különálló ágaként tartják számon, megkülönböztetve a sisakos fejdíszű Corythosaurustól, a Hypacrosaurustól és a Lambeosaurustól. A jelenlegi ismeretek alapján a legközelebbi ismert rokona az Észak-Kínából, az Amur területéről előkerült Charonosaurus, egy lambeosaurina, melynek hasonló a koponyája (de a fejdísze még nem fejlődött ki teljesen). A két nem együtt alkotja a Parasaurolophini kládot. A rövid, aránylag kerek fejdíszű P. cyrtocristatus talán a legbazálisabb a három ismert Parasaurolophus faj közül, de az is elképzelhető, hogy a P. tubicen fiatal vagy nőstény példánya.

## Felfedezés és elnevezés

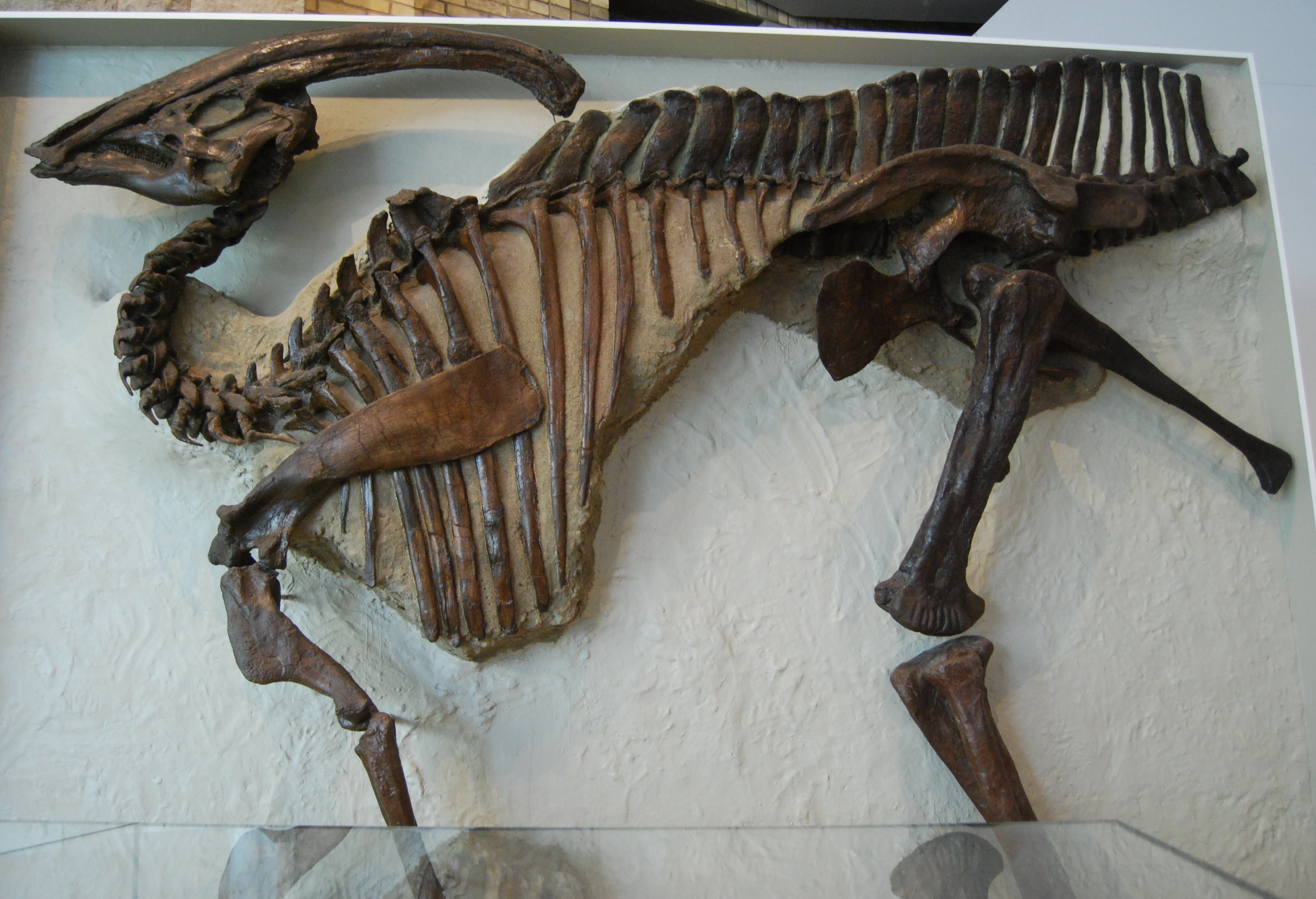
A Parasaurolophus walkeri típuspéldányának hiányos csontváza a Royal Ontario Múzeumban

A Parasaurolophus nevének jelentése 'fejdíszeshez közeli gyík', amely az ógörög παρα / para ('mellett' vagy 'közel'), σαυρος / szaürosz ('gyík') és λοφος / lophosz ('fejdísz') szavak összetételéből származik. Holotípusa a Royal Ontario Múzeumban levő ROM 768-as jelzésű lelet, amely egy koponya és egy hiányos csontváz, aminek hiányzik a farka zöme és a hátsó lábainak térd alatti része. A fosszíliát a Torontói Egyetem kutatócsoportja találta meg 1920-ban a kanadai Albertában, a Sand Creek mellett, a Red Deer folyó mentén. Az ott levő Dinosaur Park-formáció a késő kréta kor campaniai korszakából származik. William Parks a P. walkerit Sir Byron Edmund Walker, a Royal Ontario Múzeum igazgatótanácsának elnöke tiszteletére nevezte el. A Parasaurolophus maradványok ritkák Albertában, emellett csak egy részleges koponya került elő (feltehetően) a Dinosaur Park-formáció területéről, valamint három koponya nélküli csontváz, melyek talán szintén ehhez a nemhez tartoznak. Egyes listákon említésre kerül egy lehetséges P. walkeri lelet, amelyre a késő maastrichti korszakhoz tartozó montanai Hell Creek-formációban bukkantak rá. Ezt az esetet Sullivan és Williamson nem említi meg a nemről 1999-ben készült tanulmányukban, és a későbbiekben máshol sem került feldolgozásra.
1921-ben Charles H. Sternberg felfedezett egy részleges koponyát (az Uppsalai Egyetem PMU.R1250 jelzésű leletét), ami a valamivel későbbi Kirtland-formációból származik, az új-mexikói San Juan Countyból. Ez a példány a svédországi Uppsalába került, ahol 1931-ben Carl Wiman egy második faj, a P. tubicen egyedeként írta le. A faj neve a latin tǔbǐcěn 'trombitás' szóból származik. Egy második, majdnem teljes P. tubicen koponyát (a Természetrajz és Tudomány Új-Mexikói Múzeuma NMMNH P-25100-as jelzésű leletét) Új-Mexikóban fedezték fel 1995-ben. A koponyáról készült komputertomográfiás (CT) vizsgálat eredményét felhasználva Robert Sullivan és Thomas Williamson 1999-ben tanulmányt készített, anatómiai és taxonómiai szempontból, illetőleg a fejdísz funkcióját vizsgálva. Williamson később egy külön áttekintést jelentetett meg a maradványokról, vitatva a taxonómiai következtetéseket.
1961-ben John Ostrom P. cyrtocristatus néven leírást készített egy másik, jó állapotban megőrződött új-mexikói példányról (a Field Természetrajzi Múzeum FMNH P27393 jelzésű leletéről), melynek hiányos koponyájához egy lekerekített fejdísz tartozik, csontvázának koponya alatti (posztkraniális) része pedig nem tartalmazza a lábakat, a nyakat és a farok egyes részeit. A faj neve a latin curtus, azaz 'rövidített' és cristatus, azaz 'fejdíszes' szavak összetételéből származik. A példányra a Fruitland-formáció tetején, vagy nagyobb valószínűséggel a Kirtland-formáció aljánál találtak rá. 1979-ben ehhez a fajhoz tartozóan David B. Weishampel és James A. Jensen egy újabb, a Utah állambeli Garfield Countyban levő Kaiparowits-formációban talált részleges koponyáról (a Brigham Young Egyetem BYU 2467 jelzésű leletéről) készített leírást, amelyen hasonló fejdísz volt. Azóta további koponyákra bukkantak Utah államban, melyekhez a P. cyrtocristatusra jellemző rövid, kerek fejdísz tartozott.

### Fajok

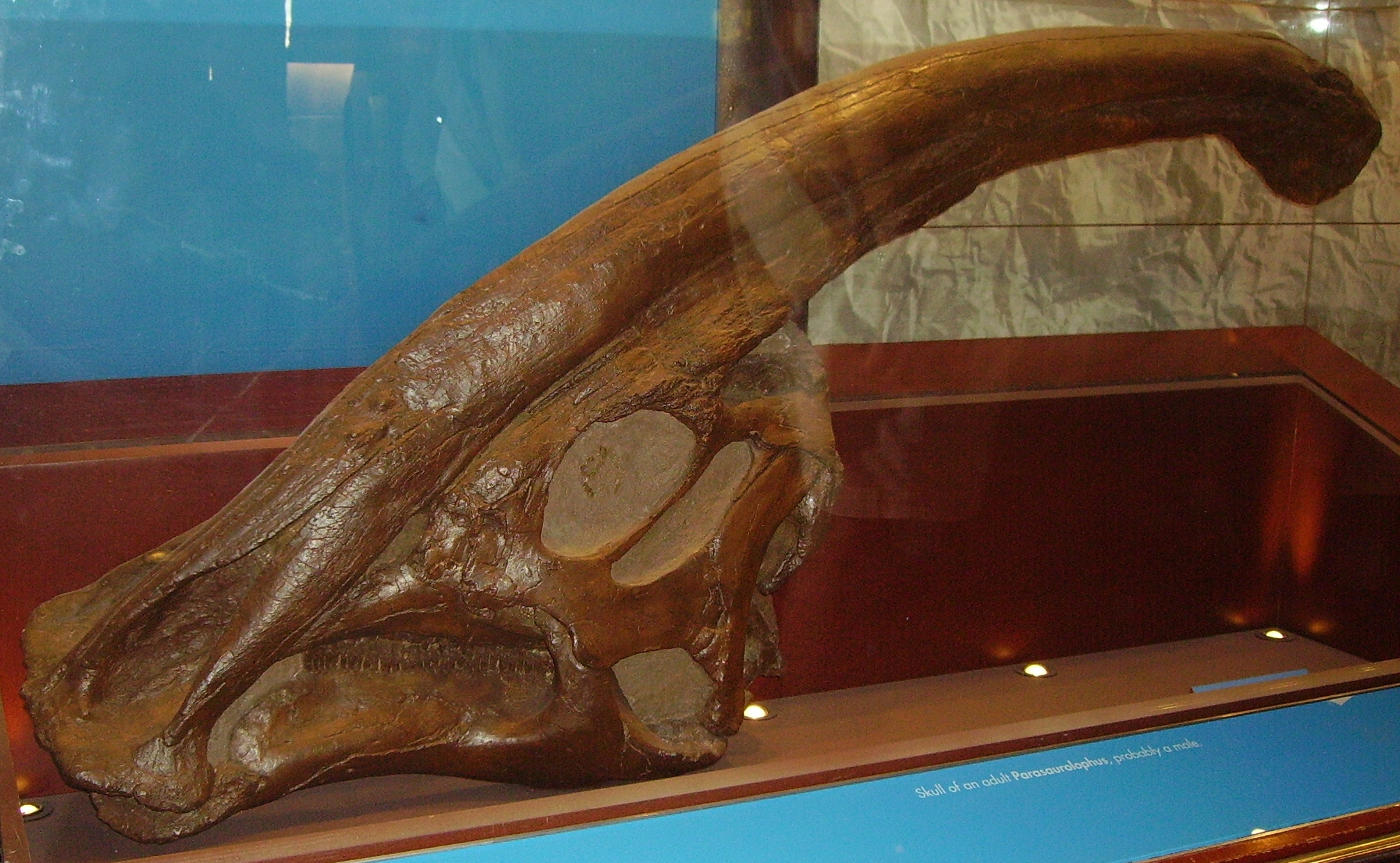
A Parasaurolophus walkeri koponyája a londoni Természetrajzi Múzeumban (Natural History Museum)

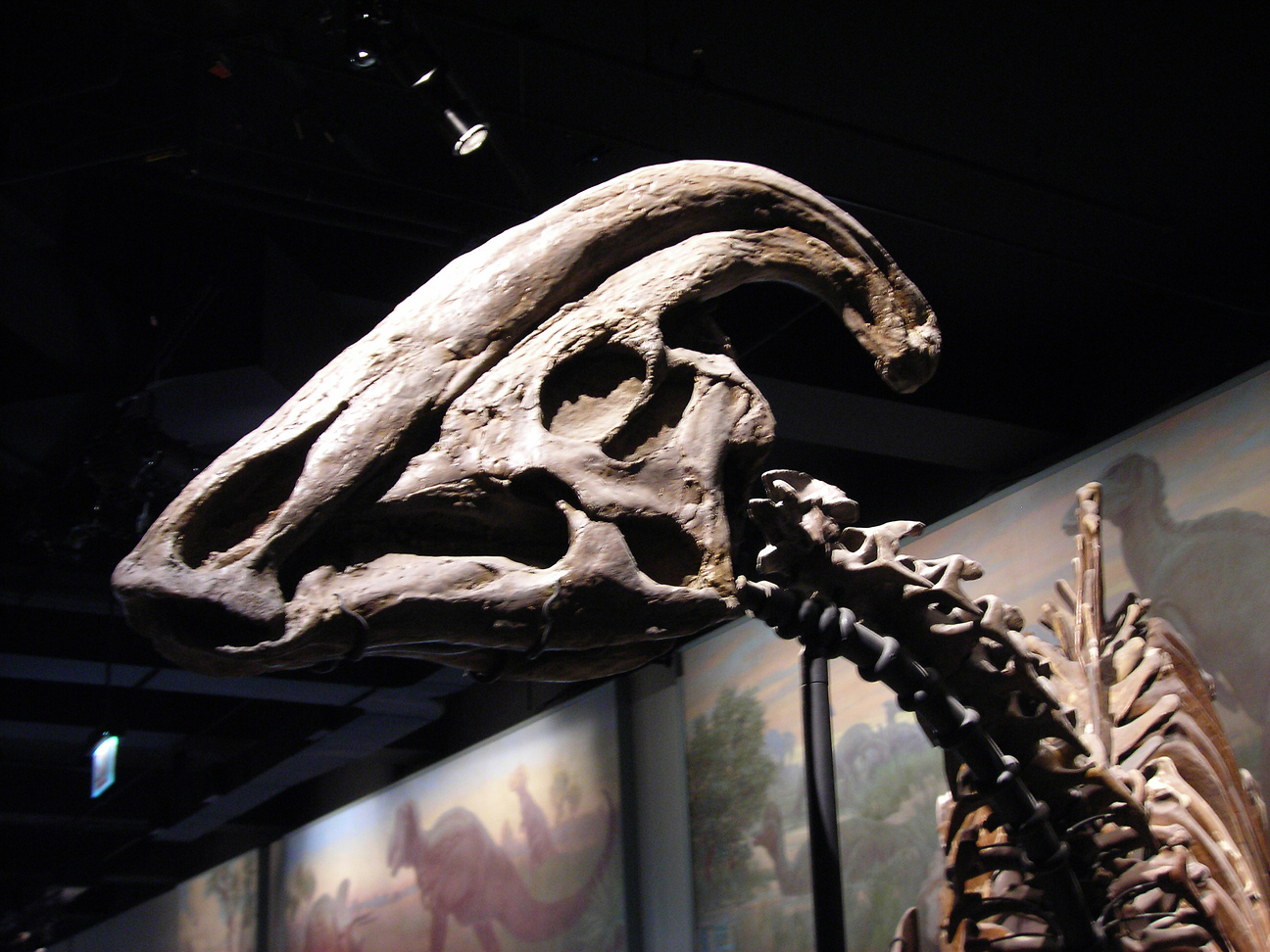
A Parasaurolophus cyrtocristatus koponyája a Field Természetrajzi Múzeumban

A típusfaj, az albertai P. walkeri egyetlen példány alapján ismert. A fejdíszében levő egyszerűbb járatok révén eltér a P. tubicentől, hosszú szögletes fejdísze és az orsócsontnál hosszabb felkarcsontja pedig megkülönbözteti a P. cyrtocristatustól.
Az új-mexikói P. tubicen legalább három egyed maradványai alapján ismert. Ez a legnagyobb faj, melynek fejdísze jóval összetettebb légcsöveket tartalmaz, mint a P. walkerié, emellett pedig hosszabb és egyenesebb, mint a P. cyrtocristatusé. A P. tubicen csak a Kirtland-formáció részét képező De-na-zin-tagozatból ismert.
A P. cyrtocristatus, melyre Új-Mexikó és Utah államok területén találtak rá, három lehetséges példány által vált ismertté. Ez a legkisebb faj, melynek fejdísze rövid és lekerekített. Kis méretük és fejdíszük formája alapján egyes tudósok azt állítják, hogy a P. tubicen fiatal vagy nőstény példányai, melyek durván ugyanabból az időből és helyről származnak. Thomas Williamson megjegyezte, hogy a P. cyrtocristatus típuspéldánya körülbelül 72%-a a P. tubicen méretének, ami közel áll ahhoz (a felnőttkori testméret 70%-ához), amelynél más lambeosaurinák esetében megkezdődik a fejdísz nemi kétalakúságra utaló jeleinek kialakulása. A lambeosaurinákról szóló újabb keletű tanulmányok elvetik ezt az ötletet.

## Ősökológia

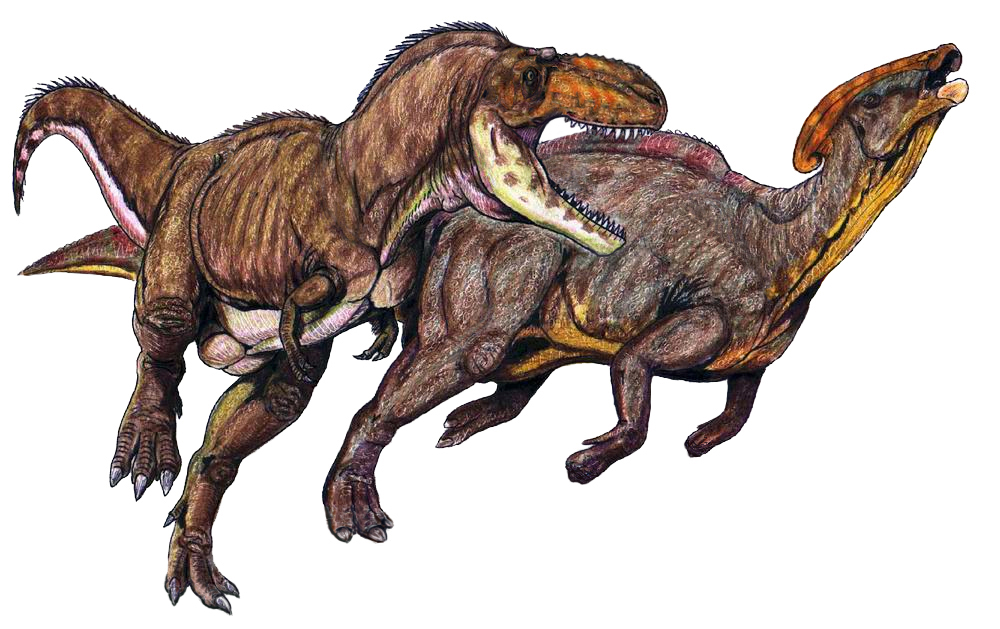
Egy Teratophoneus megtámad egy Parasaurolophus cyrtocristatust

A Dinosaur Park-formációból származó Parasaurolophus walkeri egy változatos és jól dokumentált ősállatközösség ritkán előforduló tagja volt, melybe olyan jól ismert dinoszauruszok tartoztak, mint a (szarvas) ceratopsida Centrosaurus, Styracosaurus és Chasmosaurus; a kacsacsőrű Prosaurolophus, Gryposaurus, Corythosaurus és Lambeosaurus; a tyrannosaurida Gorgosaurus; valamint az ankylosaurida Edmontonia és Euoplocephalus. A Dinosaur Park-formációt alacsonyan fekvő, folyókkal és árterekkel tagolt, elmocsarasodott területként jellemzik, amely óceáni hatásnak is ki volt téve a Nyugati Belső Víziút megléte idején. Az éghajlat Albertában melegebb volt, mint napjainkban, nedves és száraz évszakok váltották egymást, de fagy nem volt. A erdei lombkoronát uraló növények a tűlevelűek voltak, míg az aljnövényzetet páfrányok, páfrányfák és zárvatermők alkották.
Az új-mexikói fajok együtt éltek a nagy méretű sauropodával, az Alamosaurusszal, a kacsacsőrű Kritosaurusszal, a szarvas Pentaceratopsszal, a páncélos Nodocephalosaurusszal, a Saurornitholestesszel, valamint egy jelenleg névtelen tyrannosauridával. A Kirtland-formációt az elképzelés szerint folyami árterek jellemezték a Nyugati Belső Víziút visszahúzódása után. A domináns növények a tűlevelűek voltak, a szarvas chasmosaurina dinoszauruszok pedig egyértelműen gyakrabban fordultak elő a hadrosauridáknál.

## Ősbiológia

### Táplálkozás
A Parasaurolophus, ahogy a hadrosauridák általában, nagy testű, két, illetve négy lábon járó, növényevő állat volt, melynek bonyolult koponyája lehetővé tett egyfajta rágáshoz hasonló őrlő mozgást. A fogai folyamatosan cserélődtek, és olyan fogkészletekben helyezkedtek el, amik fogak százait tartalmazták, melyekből egyszerre csak maroknyi volt használatban. A csőrét a növényi anyagok darabolására használta, melyek megtartását egy pofaszerű szerv segítette. A táplálkozás a talajszinttől körülbelül 4 méteres magasságig történt. Robert T. Bakker szerint a lambeosaurinák csőre keskenyebb volt a hadrosaurinákénál, így a Parasaurolophusnak és közeli rokonainak jobban meg kellett válogatnia a táplálékot, mint széles csőrű, fejdísz nélküli vetélytársainak.

### Fejdísz
Számos elképzelés született a Parasaurolophus fejdíszének szerepét illetően, de a legtöbbet elvetették. Jelenleg a tudósok úgy vélik, hogy több funkciója is volt: a fajok és a nemek azonosítására szolgált, kommunikációs hangerősítő eszközként használták, emellett pedig hőszabályzóként működött. Azonban nem tisztázott, hogy a fejdísz és a benne levő járatok fejlődése során melyik volt a legfontosabb feladata.

#### Különbségek a fajok és a növekedési arányok között

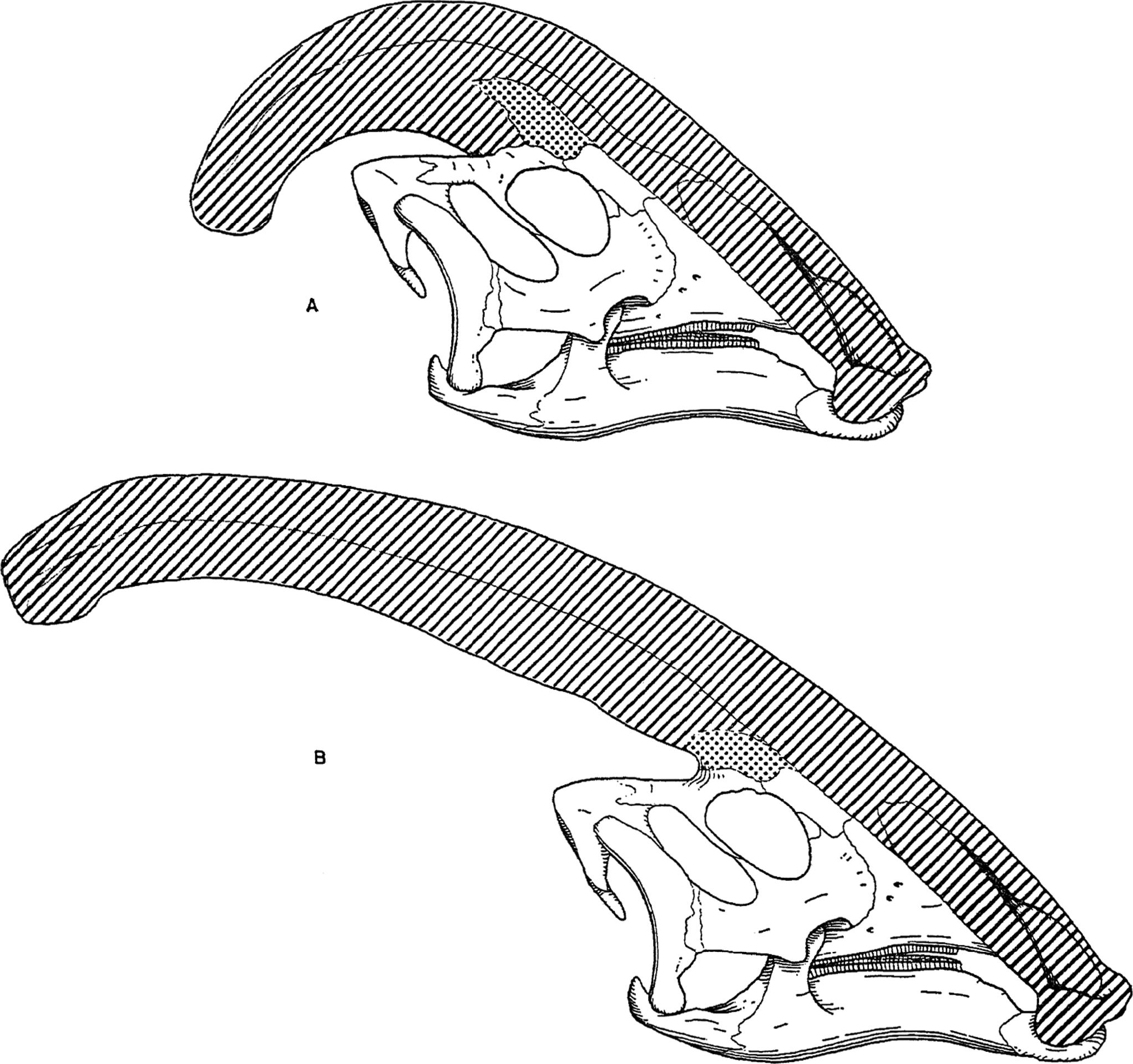
A Parasaurolophus cyrtocristatus (a) és a Parasaurolophus walkeri (b) fejdíszének összehasonlítása

A Parasaurolophusról más lambeosaurinákhoz hasonlóan azt feltételezik, hogy a fejdísze változott a korral, és a felnőttek esetében a nemi dimorfizmus jele volt. James Hopson, az egyik legelső kutató, aki leírást készített a lambeosaurinák fejdíszének különbségeiről, felvetette, hogy a kis méretű fejdísszel rendelkező P. cyrtocristatus talán a P. tubicen nőnemű egyede, Thomas Williamson véleménye szerint viszont inkább egy fiatal példány lehetett. Egyik feltételezést sem fogadták el széles körben. Mivel csupán hat jó állapotú és egy fiatal példányhoz tartozó koponya került elő, további maradványokra van szükség a kapcsolat lehetőségének tisztázására. Williamson megjegyezte, elképzelhető, hogy a fiatal Parasaurolophusok a P. cyrtocristatuséhoz hasonló kis méretű, kerek fejdísszel rendelkeztek, ami az ivarérettség közeledtével egyre gyorsabban növekedett. Egy fiatal állat koponyája, amit korábban a Lambeosaurusénak tulajdonítottak, és a legújabb vizsgálat alapján a Parasaurolophushoz tartozik, bizonyítékkal szolgál arra, hogy a kisebb méretű, belül üreges fejdísz megtalálható volt a kifejletlen egyedeknél is. Ez a példány egy kis, felfelé szélesedő elülső csonttal együtt őrződött meg, amihez hasonló a felnőtteknél is található, melyeknél a fejdísz egy nagyobb méretű csont talapzaton helyezkedik el. A lelet arra is utal, hogy a Parasaurolophus fejdíszének növekedése és a fiatal egyedek arcprofilja eltér attól, ami a Corythosaurus, a Hypacrosaurus és a Lambeosaurus esetében megfigyelhető, mivel a Parasaurolophus fejdíszének felső részéről hiányzik az a vékony, csontos kiemelkedés, ami a másik három lambeosaurinánál megtalálható.

#### Elvetett elméletek a funkciókat illetően
Az 1960-as évekig számos korai felvetés a vízi életmódra koncentrálódott, azt feltételezve, hogy a hadrosauridák kétéltűként éltek. Alfred Sherwood Romer szerint búvárpipaként szolgált, Martin Wilfarth úgy vélte, hogy egy mozgatható ormány csatlakozott hozzá, amit az állat légzésre és élelemgyűjtésre is használt, Charles M. Sternberg azon a véleményen volt, hogy levegőt tárolva tartotta távol a tüdőtől a vizet, Edwin Harris Colbert pedig azt feltételezte, hogy a feladata a víz alatt való tartózkodás meghosszabbítása lehetett.
Más feltételezések jóval fizikaibb természetűek voltak. William Parks kijelentette, hogy a fejdíszt ínszalagok vagy izmok kötötték össze a gerinccel, melyek a fej megtartását és mozgatását segítették. Othenio Abel szerint fegyverként használták a fajtársakkal vívott harcok során, Andrew Milner pedig úgy vélte, hogy a lombok elterelésére szolgált a kazuár sisakjához hasonlóan. Egyes elképzelések alapján a fő feladata specializált szervek tárolása volt. Halszka Osmólska szerint sómirigyek voltak benne, John Ostrom pedig úgy gondolta, hogy nem egyértelmű a védekezésre való alkalmassága, inkább szaglószövetet tartalmazhatott. Egy szokatlan felvetés a kreacionista Duane Gish-től származik, aki felvetette, hogy kémiai mirigyek helyezkedtek el benne, melyekből az állat mérget lövellt az ellenségeire, mint napjainkban a futóbogárfélék.
E feltételezések többségét hiteltelennek találták vagy elvetették. A fejdísz vége például nem volt lyukas, így nem használhatták búvárpipaként. Nem találtak ormányhoz szükséges izmokra utaló nyomokat, és kétséges, hogy egy csőrrel rendelkező állatnak szüksége lehetett ilyesmire. A fejdísz légzárként nem tudta volna kirekeszteni a vizet, egy Parasaurolophus méretű állat esetében pedig a tárolókapacitása nem elegendő ahhoz, hogy levegőtartalékot tároljon. Más nagy fejű hadrosauridáknak nem volt szüksége nagy méretű üreges fejdíszre, ami izomtapadási pontként szolgálhatott volna a fejet mozgató ínszalagok számára. Emellett a feltevések nem adtak magyarázatot arra sem, hogy miért volt ilyen a fejdísz formája, illetve hogy más lambeosaurináknak miért volt más alakú, de hasonló feladatot betöltő fejdísze, hogyan boldogulhattak az egyszerűbb fejdísszel, illetve anélkül élő, hasonló képességekkel rendelkező hadrosauridák, vagy hogy miért volt egyes hadrosauridáknak egyszerűbb a fejdísze. Ezek a tényezők főként azokat az elméleteket érintik, amelyek az állat már meglevő rendszereinek hatékonyabbá tételével, például a sómiriggyel és a szaglóérzékeléssel kapcsolatosak, és azt jelzik, hogy nem ezek voltak a fejdísz elsődleges funkciói. Emellett a lambeosaurinák orrüregével kapcsolatos vizsgálat kimutatta, hogy a szaglóideg és a hozzá tartozó érzékelő szövet meglehetősen távol helyezkedett el a fejdísz orrjárati részétől, így a fejdísz kiterjedése kis mértékben hathatott a szaglóérzékelésre.

#### Szociális funkciók

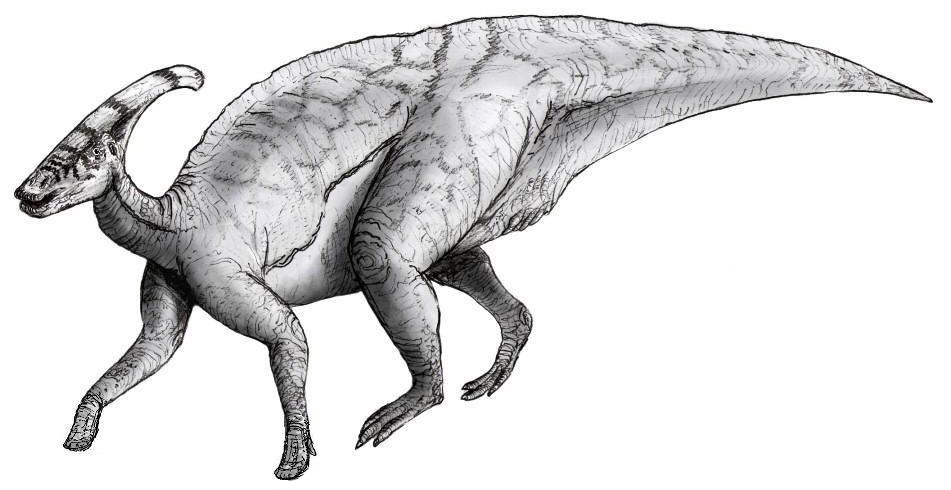
A Parasaurolophus walkeri rekonstrukciója a fejdíszén levő feltételezett bőrlebennyel és sávokkal

A fejdísz szociális és fiziológiai funkciói, melyek a látó- és hallóérzék révén azonosításra és kommunikációra szolgáltak, egyre nagyobb támogatást kapnak. Nagy mérete folytán egyértelmű, hogy vizuális jelként jól megkülönböztette az állatot a kortársaitól. A hadrosauridák szemgödrének nagy mérete és a megkeményedett (szklerotikus) gyűrűk jelenléte a szemekben arra utalnak, hogy a látása éles volt, a nappali életmódhoz alkalmazkodott, és nyilván fontos volt az állat számára. Ha az ábrázolásoknak megfelelően egy bőrlebeny volt a fejdísz és a nyak, illetve a hát között, akkor a vizuális hatás még nagyobb lehetett. A feltételezés szerint más lambeosaurinák koponyájához képest a Parasaurolophus fejdísze az alak és a méret révén egyaránt lehetővé tette a faj és a nem azonosítását (megkülönböztetve az állatot a Corythosaurustól és a Lambeosaurustól).

#### Hangképző funkció
A fejdísz külső megjelenése azonban nincs összhangban az orrjáratok összetett anatómiájával, ami arra utal, hogy a belső résznek más funkciója lehetett. Carl Wiman vetette fel elsőként 1931-ben, hogy a járatok hangjelzés céljára szolgáltak, egy görbekürthöz hasonlóan; Hopson és David B. Weishampel az 1970-es és 1980-as években áttekintették ezt az ötletet. Hopson úgy találta, hogy létezik anatómiai bizonyíték arra vonatkozóan, hogy a hadrosauridáknak jó hallása volt. Például a rokonságába tartozó Corythosaurusnak egy keskeny kengyele (hüllő hallócsontja) volt, ami egy nagyobb távolságra levő dobhoz kapcsolódott, érzékeny középfület alkotva. Továbbá a hadrosauridák lagenája (=a csigában található járat felső vége) meghosszabbodott, ahogyan a krokodiloké, ami azt jelzi, hogy a belső fül hallórésze jól fejlett volt. Weishampel szerint a P. walkeri 48–240 Hz-es hangok létrehozására volt képes, míg a (fiatal egyedre utaló fejdísszel rendelkező) P. cyrtocristatus hangtartománya 75–375 Hz volt. A hadrosauridák és a krokodilok belső füle közti hasonlóság alapján azt is feltételezte, hogy a felnőtt hadrosauridák érzékenyebbek lehettek azokra a magasabb frekvenciákra, amiken a fiatalok kommunikálhattak.
A P. walkerinél jóval összetettebb légáteresztő csatornákkal rendelkező P. tubicen jól megőrződött példányainak számítógépes modellje lehetővé tette a fejdísz által létrehozható hangok rekonstruálását. A fő csatorna 30 Hz körüli frekvenciájú hangot hoz létre, de az összetett üreg anatómiája folytán a hanghullámban maximum és minimum értékek figyelhetők meg.

#### Hűtő funkció
A fejdísz nagy felülete és erezettsége kapcsán felmerült, hogy hőszabályzó feladata volt. 1978-ban P.E. Wheeler javasolta elsőként ezt, az agy hűtésére irányuló felhasználási módot, Teresa Maryańska és Osmólska is ekkortájt vetették fel az ötletet, Sullivan és Williamson pedig szintén érdeklődtek a téma iránt. David Evans 2006-os vitája a lambeosaurinák fejdísz funkcióival kapcsolatban támogatta az elméletet, legalábbis úgy, mint a testrész fejlődésének kezdeti tényezőjét.

## Fordítás
- Ez a szócikk részben vagy egészben a Parasaurolophus című angol Wikipédia-szócikk ezen változatának fordításán alapul.  Az eredeti cikk szerkesztőit annak laptörténete sorolja fel. Ez a jelzés csupán a megfogalmazás eredetét és a szerzői jogokat jelzi, nem szolgál a cikkben szereplő információk forrásmegjelöléseként.